# Mileewa disclada
Mileewa disclada är en insektsart som beskrevs av Yang och Li 2004. Mileewa disclada ingår i släktet Mileewa och familjen dvärgstritar. Inga underarter finns listade i Catalogue of Life.